# Buturovići kod Osenika
Buturovići kod Osenika su naselje u općini Hadžići, Federacija BiH, BiH.

## Stanovništvo
Nacionalni sastav stanovništva 1991. godine, bio je sljedeći:
ukupno: 107
- Bošnjaci - 105 (98,13%)
- ostali, neopredijeljeni i nepoznato - 2 (1,86%)